# غريس أكالو
غريس أكالو (بالإنجليزية: Grace Akallo)‏ (مواليد 1981) امرأة أوغندية، تم اختطافها من قبل جوزيف كوني عندما كان عمرها 15 عامًا، أثناء التحاقها بمدرسة كاثوليكية، لاستخدامها كجندي طفل في جيش الرب للمقاومة. نتيجة انضمامها إلى الجيش، أُجبرت على قتل فتاة أخرى وهي ممارسة شائعة جدًا بين الجيوش التي تستخدم الجنود الأطفال. بقيت في جيش الرب للمقاومة لمدة سبعة أشهر، حيث تم اغتصابها. وأصبحت من الرقيق. تم إعادة تأهيلها في النهاية وأصبحت أماً.

## السيرة الذاتية
بعد الهروب، عادت غريس إلى مدرسة سانت ماري لإنهاء تعليمها في المدرسة الثانوية. إلتحقت بعدها في جامعة كلارك المسيحية. بعد إلقاء خطاب لمنظمة العفو الدولية في نيويورك، حصلت على منحة دراسية لإنهاء شهادتها الجامعية في معهد ماساتشوستس للتكنولوجيا. تخصصت جريس في دراسة الاتصالات مع الرغبة في مواصلة دراسة العلاقات الدولية وحل النزاعات. عادت غريس مرة أخرى إلى جامعة كلارك حيث حصلت على درجة الماجستير. صرحت في إحدى حواراتها أنها ستستخدم معلوماتها المكتسبة من دراساتها وتجاربها للحيلولة دون وقوع ما حدث معها مع أطفال أبرياء آخرين. كما استخدمت خبرتها التي اكتسبتها من كونها جنديًا طفلًا لمساعدة الأطفال الذين فروا مثلها.
ألقت جريس العديد من الخطب في المؤسسات التعليمية مثل جامعة روتجرز في نيو جيرسي وجامعة روزفلت في شيكاغو. كما شاركت قصتها في البرامج بما في ذلك برنامج اوبرا وينفري. بدأت غريس في النقاش أعضاء الكونغرس في الولايات المتحدة حول مسألة عبودية الأطفال في أوغندا.
بدأت غريس حياتها المهنية كمدافعة عن السلام والعدالة بجانب عملها في مركز راشيل لإعادة التأهيل وورلد فيجن الولايات المتحدة الأمريكية. عملت غريس لاحقًا كمتدربة في العلاقات العامة والدعوة في أمريكا، حيث كتبت بيانات صحفية ووثائق للاستخدام الإعلامي. قدمت تقريراً عن مؤتمرات شملت مؤتمر قمة الأديان حول إفريقيا وصياغة تعديلات لمشروع قانون مجلس الشيوخ بشأن الأطفال المتأثرين بالحرب
في أمريكا، بدأت منظمة غير ربحية تدعى (UAWCR) تهدف إلى إنهاء محاكمة الجنود الأطفال. كما حفزت غريس أكالو العمل في واشنطن العاصمة للمساعدة في إنهاء العنف في أوغندا، بالإضافة إلى أنها ظهرت في العلن لرفع الوعي بين عامة الناس بالإضافة إلى السياسيين. ظهرت في الفيلم الوثائقي جريس، ميلي، لوسي... الجنود الأطفال.

## في الثقافة العامة
كتاب الفتاة المجندة الذي تم اصداره عام 2017: هو كتاب يحكي قصة أكالو وقصة أمل لأطفال شمال أوغندا. تم مقابلتها في الفيلم الوثائقي «هذه ليست حياتي» عام 2011 للحديث حول موضوع الإتجار بالبشر، قائلة «يجب وقف مثل هذه الأفعال الشنيعة».

## وصلات خارجية
- هذه لسيت حياتي- غريس أكالو.
- حوار مع غريس أكالو.
- ما معنى أن تكون طفلا جنديا؟